# The Fifth Stage
The Fifth Stage es el decimoprimer episodio de la cuarta temporada (redemption) de la serie de televisión estadounidense de drama y ciencia ficción: Héroes. El episodio se estrenó el 30 de noviembre de 2009 y fue el último episodio en transmiterse durante el mismo año debido a una pausa navideña por la cadena NBC. 

## Trama
En el carnaval, Samuel es confrontado por Lydia la cual se encuentra molesta por la muerte de Joseph y las desapariciones de Hiro y Edgar, pero Samuel la convence de que pronto alcanzaran la paz. Samuel entonces llama a Eli un feriante con la habilidad de clonarse, mandándolo a una misión de conseguir los expedientes de Primatech a como dé lugar. 
Después de 24 largas horas de viaje, Claire y Gretchen llegan al Sullivan Bros. Carnival. Pero Claire a estar a tan solo un paso (literalmente) de unirse al carnaval, comienza a arrepentirse, especialmente por pensar en la posibilidad de que Becky esté presente, pero es Gretchen quien la convence. Samuel las alcanza les da la bienvenida, ofreciéndoles boletos gratis y palomitas. Él les pide que se diviertan y caminen hasta que se acaben de palomitas de maíz. Ellas pasan a través del puesto de Lydia, donde ella usa sus poderes para mostrarles a los visitantes sus deseos en su espalda. Claire le pregunta si pertenece al carnaval, y Lydia muestra una imagen de Claire con el título de "la chica indestructible", además de sentirse atraída por el carnaval. Claire y Gretchen entonces la dejan seguir con su empleo. 
Las chicas entonces pasan por un juego en donde ambas ven como una niña vence fácilmente a otro visitante todo gracias a los poderes del operador del juego. Pero Claire en lugar de verlo con agrado se niega a vivir de esa manera en el carnaval. Finalmente Gretchen y Claire son invitadas a participar en un evento infantil por Eric Doyle, sin embargo la negatividad de Claire le impiden crear un simple cuento para los niños. Acabando en Claire haciendo una pequeña reseña de su vida al disfrazarla con una familia de sapos. Después del acto Samuel es confrontado por el perdedor del juego el cual le exige una explicación, Samuel se disculpa con el hombre y se opone a usar sus habilidades para defenderse. Claire entonces intenta defender a Samuel recibiendo un golpe destinado al líder del carnaval, ocasionado que su mejilla sangre y de paso activando su habilidad, lo que asusta al hombre. Más tarde Claire comprendiendo con mayor exactitud la clase de amor y aceptación que todos miembros del carnaval se tienen decide unirse a ellos y quedarse por el resto de la semana. Gretchen un poco desanimada felicita a Claire y ambas se despiden una vez más de una manera muy intima. Mientras Gretchen se aleja ella alcanza a ver al perdedor del juego agonizando y gravemente herido. 
Noah Bennet se encuentra en su apartamento cuando Lauren Gilmore llega buscarlo para salir al cine. Noah le muestra la información que ha reunido de Samuel, e intenta enseñarle la brújula. Sin embargo, la brújula no está. El inmediatamente se da cuenta de que Claire lo tiene, y trata de llamarla. La llamada entra al buzón de voz, y Lauren le ofrece usar la conexión CIA para encontrar el paradero del teléfono. Ellos triangulan la posición de Claire que está en el sur de Ohio, pero, son interrumpidos cuando alguien toca la puerta. Tratándose de Eli, quien alega ser un representante de los Sullivan Bros. Carnival. Noah se rehúsa a dejarlo entrar, pero los clones de Eli ya han entrado. Noah y Lauren les disparan a los clones y se refugian en el baño, llevándose un arma extra por si las dudas. Noah y Lauren crean un plan para dispararle al Eli original, pero descubren que Eli y todos los expedientes de Primatech se han ido. 
En Washington Peter toma una bolsa de drogas y sedantes del hospital, hasta que Angela viene y le advierte del peligro que corre al confrontar a Sylar sin tener todos sus poderes, pero Peter llama a Rene y copia su poder solo para decirle a su madre que no piensa salvar a Nathan si no vengar su muerte.
Una vez en el hospital Peter entabla un feroz combate contra el astuto y poderoso Sylar, siendo este último derrotado por Peter, al ser clavado al piso sin poder regenerarse gracias al poder del haitiano. Finalmente Peter se encarga de chantajear a Sylar consiguiendo que la conciencia de su fallecido hermano domine su cuerpo y así ambos hablen aunque sea por última vez, sin embargo la conciencia de Nathan impresionada por la dureza de Peter intenta persuadir a Peter de que acepte su muerte y lo deje ir, pero cuando Peter protesta y lo lleva a la azotea donde descubrieron sus poderes, Nathan decide saltar del edificio siendo detenido por Peter. Nathan le ruega a Peter que lo suelte, le dice su último adiós y cae del edificio, ocasionando que Sylar recupere el control definitivo de su cuerpo. 
Al día siguiente en el carnaval Samuel junto a toda su familia dice su alentador discurso, prometiéndole a su familia una mejor manera de vivir.
Mientras se muestran las siguientes escenas: 
- Hiro, Ando y Mohinder corriendo en una jungla.
- Emma tocando el violín
- Tracy estando en un pasillo.

”Mi hermano Joseph tenía la razón. El creía que sola esta familia no estaría a salvo. Y hemos trabajado por años en esa idea ¿Cuanto tiempo podemos vivir así? ¿Mudándonos en el desierto sin un hogar? Las épocas cambian y debemos cambiar con ellas. Debemos parar de huir; evitar vivir en las sombras; debemos fortalecernos. El problema, es que hay muy pocos de nosotros para hacer un pilar. Si de verdad queremos ser grandes, debemos aumentar nuestras filas; trayendo nuevos miembros. Y los nuevos entre nosotros no pueden ser encadenados con la misma carga con la que nacimos; mudándonos como nómadas. Ellos merecen un hogar, la tierra prometida. Actualmente, he pensado mucho acerca de donde se supone que debe estar este hogar, y siempre regreso a este lugar. Aquí sembraremos raíces, y construiremos vidas, una comunidad. Aquí, ya no seremos oprimidos. Aquí, viviremos nuestras vidas como queramos; pero nada de eso sucederá hasta que hallemos al resto. Y cuando terminemos, regresaremos a este lugar; ya no nos mudaremos; finalmente estaremos en casa.”
- Datos: Q7733777